# Cardellgatan

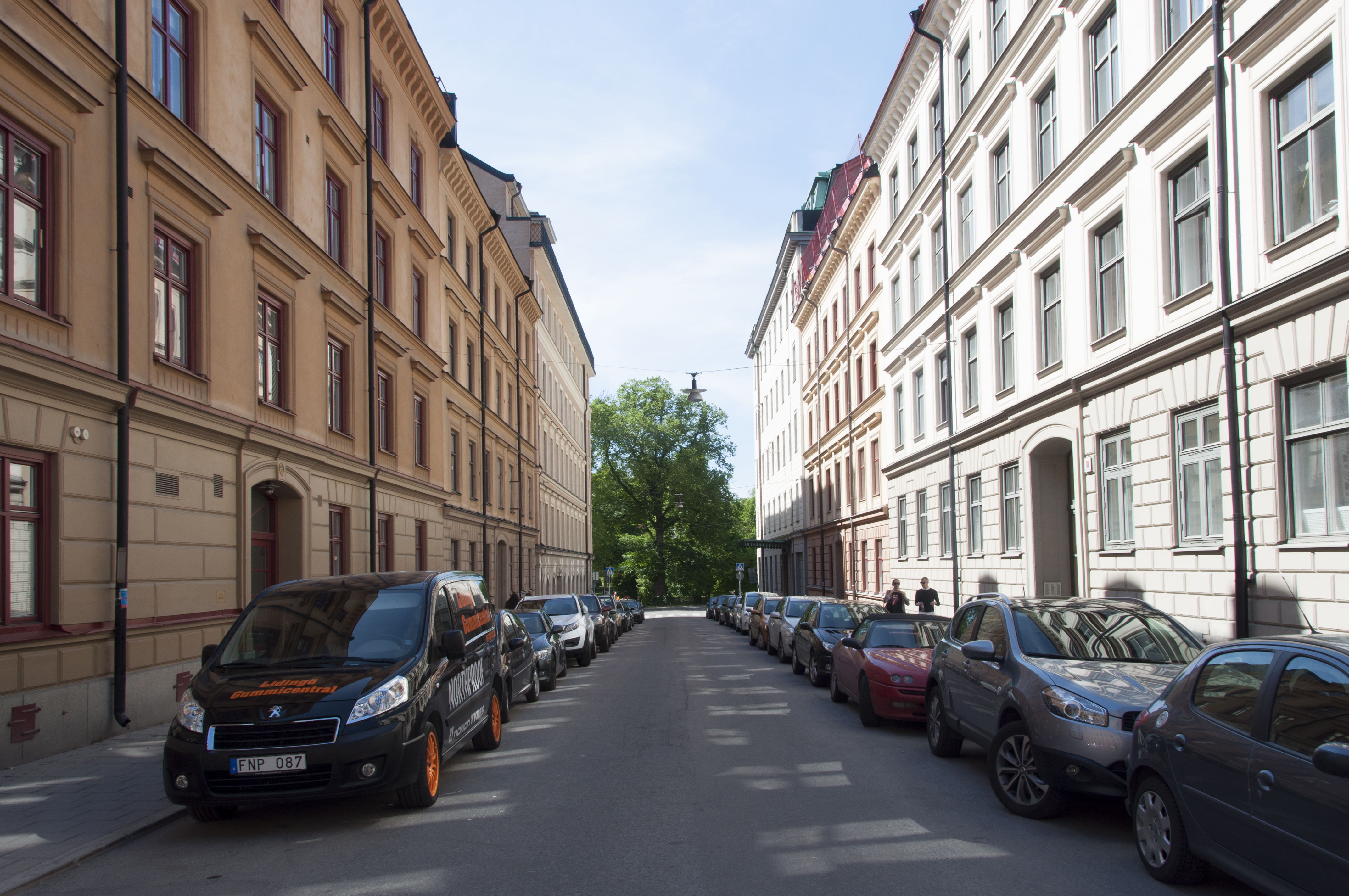
Cardellgatan i riktning mot Humlegården.

Cardellgatan är en gata på Östermalm i Stockholm. Den går från Sturegatan vid Humlegården till Brahegatan. 

## Historik
Gatan fick sitt nuvarande namn i samband med den stora namnrevisionen i Stockholm 1885. Namnet tillhör kategorin "fosterländska och historiska namn". Gatan är uppkallad efter friherren och generallöjtnanten Carl von Cardell som skapade det svenska ridande artilleriet och bidrog till de svenska framgångarna i kriget mot Napoleon.
Ett av kvarteren vid Cardellgatan heter Rotundan vilket minner om det lusthus som drottning Ulrika Eleonora lät uppföra i Humlegården i slutet av 1700-talet. Rotundan revs 1877, men namnet lever kvar i kvarteret vid Cardellgatan.